# Carlo Salamano
Carlo Salamano (1891 - 19 de enero de 1969) fue un piloto automovilístico italiano ligado a la empresa Fiat, primero como conductor en las carreras y después como director del departamento de pruebas. 

## Semblanza
Residente en Turín, en 1923 se adjudicó al volante de un Fiat 805 el Gran Premio de Italia en Monza, prueba inaugural del Gran Premio de Europa; logrando la primera victoria de un automóvil sobrealimentado en un acontecimiento europeo significativo. Dado que todavía no se había organizado formalmente el campeonato, Salamano es considerado oficiosamente el campeón de la temporada 1923 por los historiadores del motor.
Tras su retirada como piloto, Salamano trabajó como director del departamento de pruebas de vehículos en Fiat, siendo descrito como la "conciencia técnica de la compañía". Se retiró de Fiat en 1962.